# Stefan Angwald
Göran Stefan Walter Angwald, född 5 december 1949, är en svensk företagsledare.

## Karriär
Från 1976 till juli 2003 arbetade han inom SCA, med chefsposten för deras europeiska hygienverksamhet som sista uppgift. I januari 2004 kom han till brittiska Rexam, och i maj 2004 tog han över som företagets verkställande direktör, då VD-företrädaren Rolf Börjesson övergick till att vara styrelseordförande. Redan i oktober 2004 fick han dock lämna VD-posten.